# Плазма атмосферного давления
Плазма атмосферного давления - плазма, генерируемая при атмосферном или близком к нему давлении.

## Технологическая значимость
По сравнению с технологическими плазмами низкого и высокого давления, генерация которых требует специализированных камер и насосов, плазма атмосферного давления не требует дорогостоящего оборудования для создания и поддержания определенного внешнего давления. Этот фактор значительно сокращает стоимость плазменного оборудования и одновременно увеличивает его надежность. Обработка атмосферной плазмой легко встраивается в производственные линии.

## Генерация атмосферной плазмы
Существует несколько широко используемых методов генерации атмосферной плазмы:   
- Генерация постоянным током, в частности дуговым разрядом
- Генерация переменным током, в частности коронным разрядом или высокочастотным емкостным разрядом
- Генерация радиоволнами
- Генерация микроволновым излучением

### Принцип генерации плазмы дуговым разрядом
Пульсирующий дуговой разряд генерируется высоким напряжением в диапазоне 5-15 кВ пульсирующим с частотой 10-100 кГц. Рабочий газ продувается через область разряда, отжимая дугу разряда от стенок камеры и охлаждая сами стенки. Атомы и молекулы газа ионизируются столкновениями создавая частично ионизированную плазму. Типичная температура плазмы в дуге достигает 6000 – 12000 К. При этом распределение электронов по энергиям неравновесно: средняя энергия электронов выше энергии молекул, атомов и ионов. Помимо ионизации, энергичные столкновения электронов, атомов и молекул приводят к их возбуждению, а также к химическим реакциям, создавая высокореактивные короткоживущие свободные радикалы, отвечающие за высокую химическую активность плазмы. Проходя через активную область ионизированный газ с высокой концентрацией свободных радикалов направляется на обрабатываемую поверхность. В случае металлических обрабатываемых поверхностей, их можно использовать в качестве катода. Дуговой разряд горит между анодом генератора плазмы и обрабатываемой поверхностью. При этом ионы и свободные радикалы генерируются в непосредственной близости от обрабатываемой поверхности.

## Применения
Холодная неравновесная плазма атмосферного давления находит много промышленных применений, в частности для высокотонкой очистки и активации поверхностей металлов и пластмасс для подготовки этих поверхностей к покраске и склеиванию. Создавая на поверхности химически активный слой, плазменная обработка значительно улучшает качество покрытий. Этот эффект достигается без применения химических препаратов, что является важным фактором при достижении безопасности и экологической чистоты промышленных процессов. При использовании в конвейерном производстве ширина плазменной обработки может достигать нескольких метров, а скорость обработки десятков метров в секунду. Плазменная обработка приводит к более высокой степени активации по сравнению с обработкой коронным разрядом.